# Phare de Marina di Ravenna
Le phare de Marina di Ravenna (en italien : Faro di Marina di Ravenna) est un phare situé au sud de l'entrée de la Marina di Ravenna, une frazione de la commune de Ravenne, dans la région de Émilie-Romagne en Italie. Il est géré par la Marina Militare.

## Histoire
Ce phare marque le canal artificiel construit au 18e siècle pour le port de la ville de Ravenne. Le premier phare, construit en 1862 par Achille Buffoni ne mesurait que 24 m de haut. Il a été relevé en 1935. Détruit partiellement durant le seconde guerre mondiale, il a été reconstruit en 1950
Il est localisé sur le côté sud de l'entrée de port, à environ 10 km au nord-est de la ville de Ravenne.

## Description
Le phare  est une tour octogonale en maçonnerie de 33 m de haut, avec galerie et lanterne surmontant une maison de gardien en brique rougede trois étages. Le phare est totalement blanche et le dôme de la lanterne est gris métallique. Il émet, à une hauteur focale de 35 m, un éclat blanc toutes les 5 secondes. Sa portée est de 20 milles nautiques (environ 37 km) pour le feu principal et 18 milles nautiques (environ 33 km) pour le feu de veille.
Identifiant : ARLHS : ITA-114 ; EF-4056 - Amirauté : E2418 - NGA : 11376 .

## Caractéristiques dufeu maritime
Fréquence : 5s (W)
- Lumière : 0.2 seconde
- Obscurité : 4.8 secondes

|                              |
| Le phare (Marina di Ravenna) |

|                 |
| Le phare (2016) |

### Lien connexe
- Liste des phares de l'Italie